# Aeroportul Regional Rutland Southern Vermont
Aeroportul Regional Rutland Southern Vermont (IATA: RUT, ICAO: KRUT, FAA LID: RUT) este un aeroport din Clarendon⁠(d), Comitatul Rutland, Vermont, Vermont, Statele Unite ale Americii ce deservește zona Rutland⁠(d). Aeroportul a fost tranzitat în 2019 de 10.976 de pasageri. A fost numit după zona deservită.
Situat la o altitudine de 240 m, aeroportul dispune de 2 piste.

## Infrastructură

### Piste
Aeroportul dispune de 2 piste. Pista 01/19 are suprafața de asfalt și dimensiunile 5.304 picioare × 100 picioare. Pista 13/31 are suprafața de asfalt și dimensiunile 3.169 picioare × 75 picioare. 